# Le Renard (bateau)
Pour les articles homonymes, voir Renard (homonymie).
Le Renard était un voilier du XIXe siècle, de type cotre à hunier. Il fut le dernier navire armé pour la course par le corsaire malouin Robert Surcouf.
Le  navire fut lancé le 15 mai 1813. En septembre de la même année, il livra, sous les ordres du capitaine  Emmanuel Leroux-Desrochettes, un combat victorieux  contre la goélette anglaise l’Alphea pourtant  largement supérieure en puissance de feu comme en hommes. Pendant cet affrontement particulièrement violent, le capitaine du Renard lui-même y perdra un bras ce dont il mourut peu après.
Le Renard est une réplique de ce bateau historique, construite à Saint-Malo et lancée en 1991. Elle est actuellement en gestion chez la compagnie Étoile Marine Croisières  de Saint-Malo.

## Histoire

### Caractéristiques
Le Renard est un cotre de 70 tonneaux qui fut armé par le malouin Robert Surcouf, lui-même corsaire aux exploits légendaires, devenu  à sa retraite armateur. La puissance de feu  du navire était des plus modestes puisqu'il ne disposait que de quatre canons de 4 et dix caronades de 8.  Quant à l'équipage, il  était composé de 46 hommes, lesquels étaient de multiples nationalités. En effet aux Français s'étaient adjoints des Portugais mais aussi des Américains et des Suédois.

### Un combat mythique
Lancé le 15 mai 1813, il croisa, le 8 septembre  de la même année, la goélette britannique  l’Alphéa disposant pour sa part de 16 canons de 12, seize pierriers et d'un équipage évalué entre 80 et 120 hommes. Le capitaine anglais, conscient de sa supériorité tactique, commença par exiger la reddition des Français. Le Renard, sous l'autorité du capitaine E. Leroux-Desrochettes, refusa après que les officiers eurent donné leur avis sur le sujet. Commença alors par une canonnade nourrie de part et d'autre, un combat qui devint une légende — les Anglais étant à trois contre un — tant sur le plan de la puissance de feu que de l'équipage.
Malgré leur infériorité, les Français rendirent dès le début du combat coups de canons pour coups de canons. Quand les navires parvinrent à s'agripper, capitaine et équipage du Renard, poussant l'audace, prirent même l'initiative de l'abordage. Deux seront successivement tentés mais à chaque fois repoussés par les Anglais. Les deux côtés se combattant avec la même rage, mitrailles et canonnades continuant, rapidement morts et hommes gravement blessés ne se comptèrent plus. Le capitaine du Renard fait d'ailleurs partie ces derniers, son bras droit ayant été emporté par un boulet anglais. Mortellement blessé, c'est le lieutenant Jean Herbert qui prend alors le commandement du bâtiment.
La mer, particulièrement agitée ce jour-là, finit par séparer les navires. L'incident, loin d'arrêter le combat, fit redoubler les canonnades. Le combat en était là quand deux boulets français firent exploser la goélette anglaise qui sombra corps et biens en quelques minutes.
C'est seulement avec treize hommes que Jean Herbert, victorieux, réussi à reconduire le navire au port de Diélette, en Normandie.

### Fin de carrière
Revenu à Saint-Malo, les dommages subis par le Renard nécessiteront sa reconstruction. En janvier 1814, le navire put enfin reprendre du service quand, en avril, Napoléon abdiqua. Les officiers du navire décidèrent alors de mettre fin à l'expédition, estimant que leur lettre de marque signée par l'empereur, n'avait plus de légitimité.
Le navire n'aura jamais à son actif la moindre prise mais son héroïsme laissera un souvenir tel dans la mémoire malouine que, presque deux siècles plus tard, des passionnés n'hésiteront pas à le reconstruire. Pour la mémoire et le panache.

## La réplique duRenard
Le Renard a fait l'objet d'une réplique exacte et de même nom, lancée le 18 mai 1991.

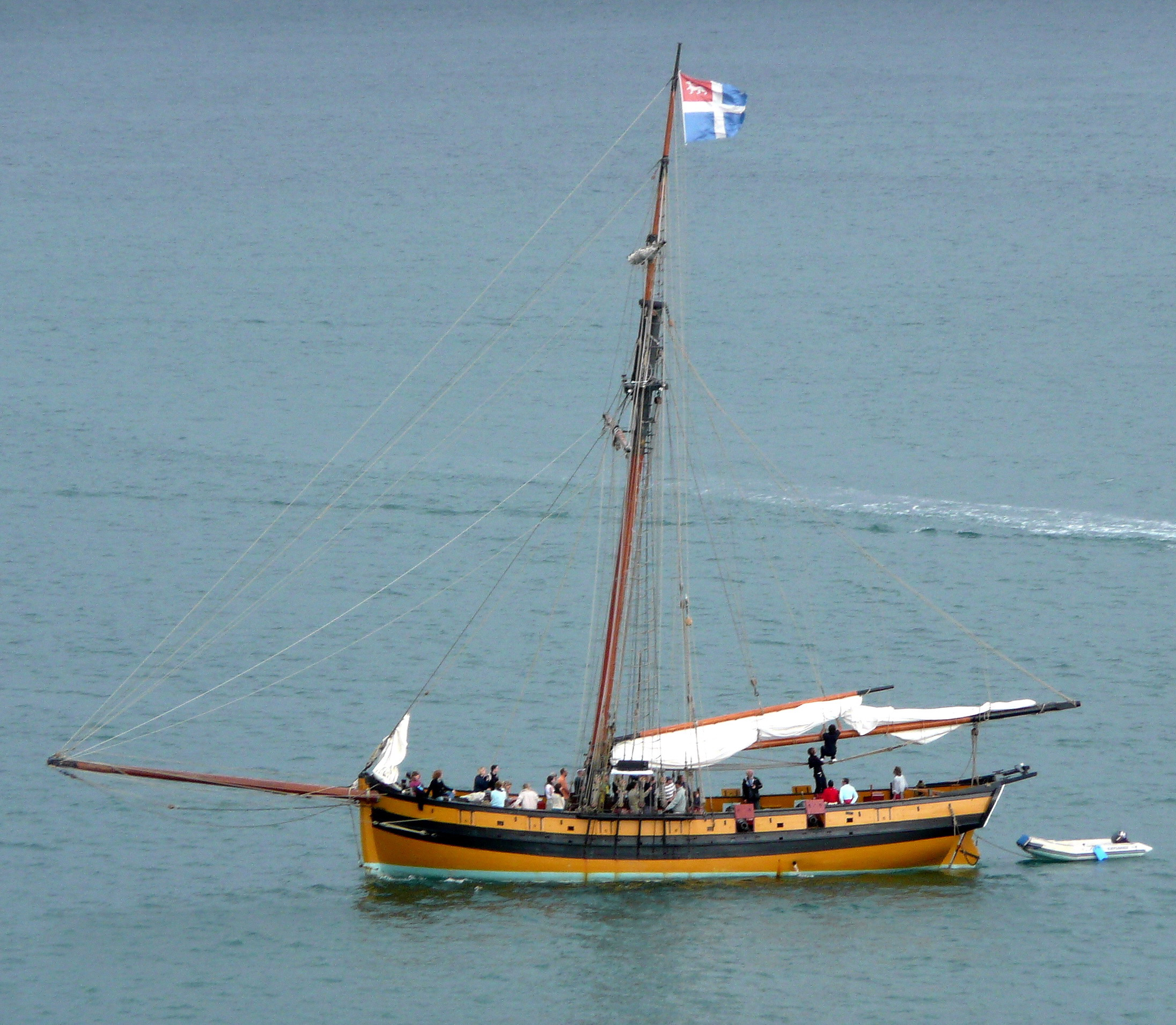
Réplique du Renard à Saint-Malo
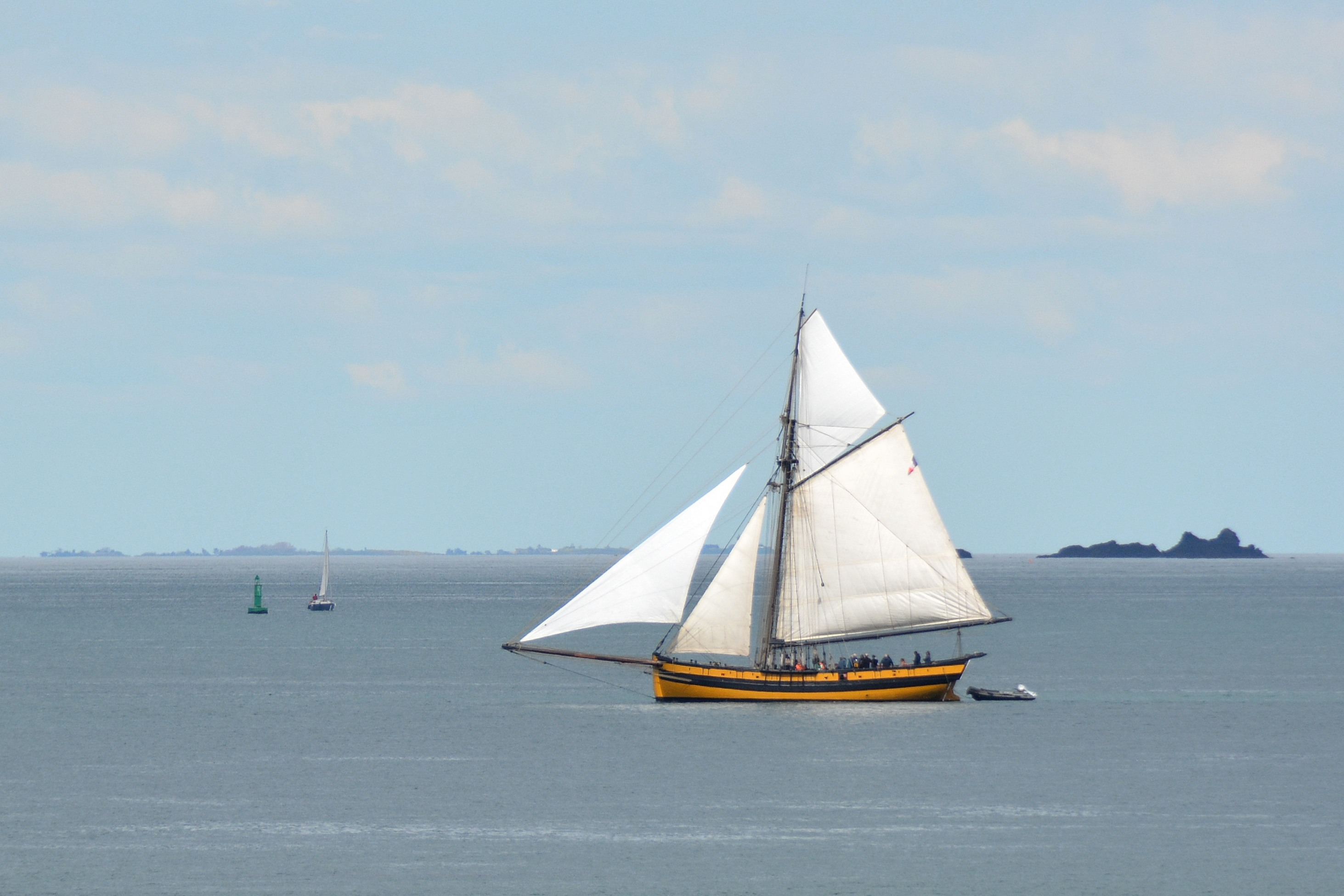
Bateau Le Renard de Saint-Malo

### Histoire
L'association Cotre corsaire de la ville de Saint-Malo cherchait à faire revivre un « gréement traditionnel », comme la bisquine La Cancalaise réalisée à Cancale en 1987. Le choix de ce cotre fut motivé par son histoire prestigieuse. Il fut, en effet, le dernier  navire-corsaire malouin à participer au dernier combat naval le long des côtes françaises, qui plus est victorieusement bien que le rapport de force fut de trois contre un en défaveur du navire malouin. En 1989, la quille est donc posée, la réplique construite dans le chantier naval du quai Vauban à Saint-Malo.
Depuis 1992, le bateau accueille régulièrement des touristes à bord. Il participa à Brest 92 et à diverses autres fêtes marines, dont le centenaire du vieux trois-mâts, la Duchesse Anne célébré à Dunkerque en 2001. Le port d'attache du bateau est Saint-Malo.
En 2013, le bicentenaire du combat naval qui l'opposa à l’Alphéa sera fêté le 14 juillet 2013 au port de Diélette, commune de Flamanville (Manche), lors d'un rassemblement de vieux gréements.
Le 30 avril 2022, le jour de la Saint Robert, le voilier échoue sur La Roche aux Anglais, cet énorme « caillou » visible au Nord-Ouest du Grand Bé. Il avait à son bord 26 passagers. L'incident ne fait aucun blessé.

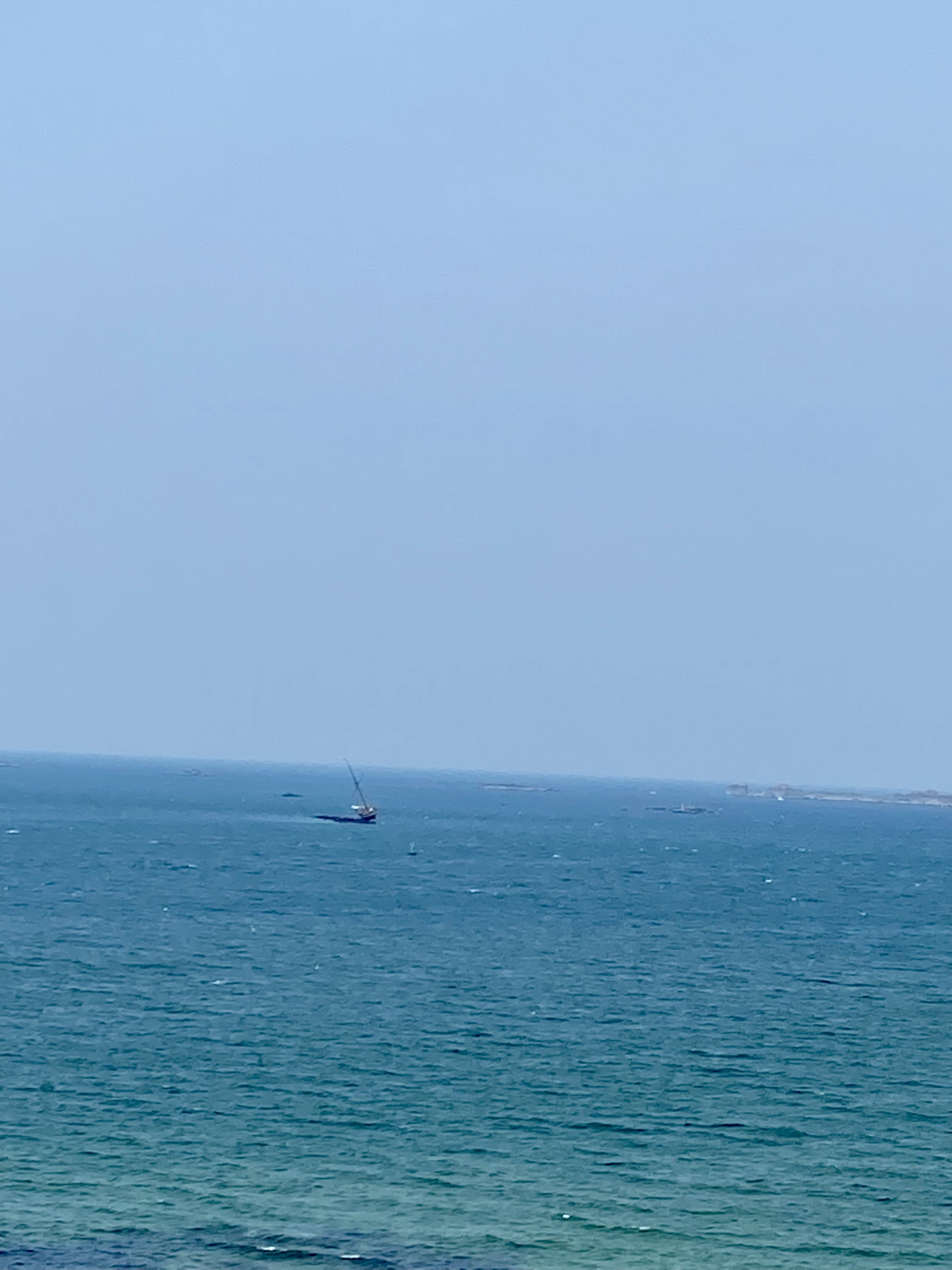
Le Renard échoué sur la Roche aux Anglais. Cliché prise depuis Grand Bé.

### Caractéristiques
La réplique mesure trente mètres de long pour 464 m2 de voiles maximum au portant, avec trinquette et grand-voile (8 voiles). La coque de 19 m a nécessité 90 mètres cubes de chêne. Les espars sont en pin massif. « Il a été construit à l'identique sur des plans d'origine », rappelle François Viguié, responsable de la communication de l'association. En revanche, la mâture et la voilure sont quelque peu réduites par rapport aux « surfaces extrêmes portées par les cotres corsaires, contrebandiers ou douaniers de l'époque ». Il possède 2 jeux de voiles, l'un en synthétique, l'autre en lin.
- Déplacement : 44,5 tonnes (environ)
- Tirant d'air : 26 m
- Surface totale de voilure : 249 m2 (dont grand-voile : 123 m2)
- Armement : 10 caronades de 8 livres (en fonte d'aluminium sur la réplique) et 4 canons de 4. Les canons sont placés sur les derniers et premiers sabords de chaque côté
- Gréement : 1 mât + le mât de beaupré. 8 voiles dont : grand-voile, flèche (ou corne), hunier, perroquet volant, foc, fortune, clinfoc (foc en l'air), trinquette

## Fêtes maritimes

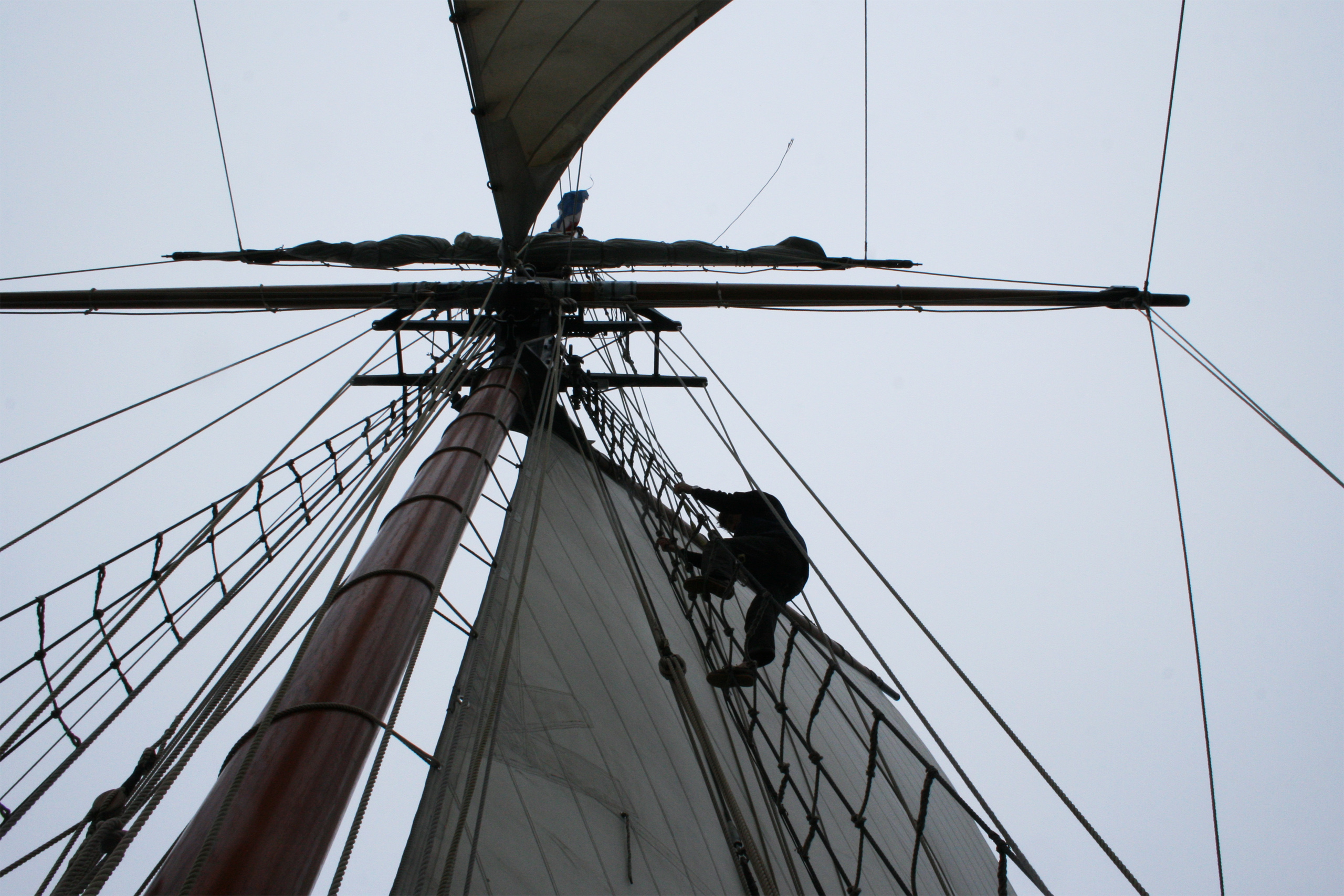
Gabier sur les haubans du Renard (Cotre à hunier)

Il participe à l'Armada Rouen 2023.